# Said Peralta
Said Terry Peralta Yurivilca (Lima, 25 de febrero de 2003) es un futbolista peruano.Juega como mediocampista y su equipo actual es el Alianza Lima de la Liga 1 de Perú.

## Trayectoria
Inició su formación en las divisiones menores de Magia y Talento de Vitarte. En 2018, jugando para Deportivo Zúñiga, disputó la Copa Federación Plata B. Al año siguiente, participó en la Copa Perú con Íntimos Cable Visión, logrando el título de la Liga Distrital de Ate.
En 2020, tras una invitación de Oseas de Souza, se unió a la reserva de Ayacucho FC, donde disputó el campeonato Sub-18 y el torneo de reservas. En 2022, su pase fue comprado por Alianza Lima y pasó a formar parte de su equipo de reservas.
En la primera mitad de 2023 disputó la Copa Libertadores Sub-20 con el equipo blanquioazul, jugando tres partidos. En julio del mismo año, fue cedido al Juan Aurich de Chiclayo, equipo con el que debutó profesionalmente en la Liga 2, acumulando seis partidos en el torneo.
Para la temporada 2024, fue nuevamente cedido, esta vez al Ayacucho FC, que también competía en la Liga 2. Con el equipo ayacuchano disputó 25 partidos y anotó cinco goles. Tras su participación en esa temporada, en 2025 fue incorporado al plantel profesional de Alianza Lima.

## Estadísticas

### Clubes
Actualizado al último partido disputado el 29 de marzo de 2025.
| Club | Div.          | Temporada     | Liga  | Liga  | Copas nacionales | Copas nacionales | Copas internacionales | Copas internacionales | Total | Total | Media goleadora |
| Club | Div.          | Temporada     | Part. | Goles | Part.            | Goles            | Part.                 | Goles                 | Part. | Goles | Media goleadora |
| --- | ------------- | ------------- | ----- | ----- | ---------------- | ---------------- | --------------------- | --------------------- | ----- | ----- | --------------- |
| Juan Aurich · Perú | 2.ª           | 2023          | 6     | 0     | -                | -                | -                     | -                     | 6     | 0     | 0               |
| Juan Aurich · Perú | Total club    | Total club    | 6     | 0     | -                | -                | -                     | -                     | 6     | 0     | 0               |
| Ayacucho FC · Perú | 2.ª           | 2024          | 25    | 5     | -                | -                | -                     | -                     | 25    | 5     | 0.2             |
| Ayacucho FC · Perú | Total club    | Total club    | 25    | 5     | -                | -                | -                     | -                     | 25    | 5     | 0.2             |
| Alianza Lima · Perú | 1.ª           | 2025          | 1     | 0     | -                | -                | 0                     | 0                     | 1     | 0     | 0               |
| Alianza Lima · Perú | Total club    | Total club    | 1     | 0     | -                | -                | 0                     | 0                     | 1     | 0     | 0               |
| Total carrera | Total carrera | Total carrera | 32    | 5     | 0                | 0                | 0                     | 0                     | 32    | 5     | 0.16            |
| Solo se incluyen los partidos disputados en torneos profesionales, excluyendo campeonatos amateurs, semiprofesionales y los torneos de menores. |               |               |       |       |                  |                  |                       |                       |       |       |                 |